# Сарцана
Сарцана (італ. Sarzana, ліг. Sarzana) — муніципалітет в Італії, у регіоні Лігурія,  провінція Спеція.
Сарцана розташована на відстані близько 320 км на північний захід від Рима, 95 км на південний схід від Генуї, 17 км на південний схід від Спеції.
Населення — 21 950 осіб (2014).
Щорічний фестиваль відбувається 30 листопада. Покровитель — Андрій Первозваний.

## Клімат
Місто знаходиться у зоні, котра характеризується середземноморським кліматом. Найтепліший місяць — липень із середньою температурою 23.1 °C (73.6 °F). Найхолодніший місяць — січень, із середньою температурою 7.3 °С (45.1 °F).
| Клімат Сарцани          | Клімат Сарцани | Клімат Сарцани | Клімат Сарцани | Клімат Сарцани | Клімат Сарцани | Клімат Сарцани | Клімат Сарцани | Клімат Сарцани | Клімат Сарцани | Клімат Сарцани | Клімат Сарцани | Клімат Сарцани | Клімат Сарцани |
| Показник                | Січ.           | Лют.           | Бер.           | Квіт.          | Трав.          | Черв.          | Лип.           | Серп.          | Вер.           | Жовт.          | Лист.          | Груд.          | Рік            |
| Абсолютний максимум, °C | 17             | 20             | 22             | 26             | 30             | 33             | 40             | 37             | 32             | 27             | 21             | 17             | 40             |
| Середній максимум, °C   | 11,1           | 12,3           | 14,3           | 17,1           | 21,4           | 25             | 28,5           | 28,5           | 25,1           | 20,5           | 15,1           | 12             | 19,2           |
| Середня температура, °C | 7,2            | 8,2            | 9,9            | 12,7           | 16,6           | 20,1           | 23,1           | 23             | 20,1           | 15,9           | 10,9           | 8,1            | 14,6           |
| Середній мінімум, °C    | 3,4            | 4              | 5,6            | 8,2            | 11,7           | 15,2           | 17,7           | 17,5           | 15             | 11,3           | 6,8            | 4,1            | 10             |
| Абсолютний мінімум, °C  | −7             | −3             | 0              | −3             | 5              | 6              | 12             | 7              | 8              | 0              | −2             | −5             | −7             |
| Норма опадів, мм        | 138.6          | 97.6           | 100.6          | 101.8          | 83.8           | 53.1           | 28.1           | 56.6           | 79.6           | 148.7          | 139.7          | 120            | 1148.2         |
| Днів з опадами          | 10,6           | 8,3            | 8,6            | 8,9            | 8              | 5,3            | 3              | 4,4            | 6              | 9,4            | 8,1            | 8,2            | 88,8           |
| Днів з дощем            | 11             | 9              | 12             | 13             | 9              | 7              | 4              | 6              | 7              | 12             | 11             | 12             | 113            |
| Днів зі снігом          | 1              | 0              | 0              | 0              | 0              | 0              | 0              | 0              | 0              | 0              | 0              | 0              | 1              |
| Вологість повітря, %    | 73             | 69             | 68             | 72             | 72             | 71             | 69             | 70             | 71             | 74             | 74             | 73             | 71.3           |
| ----------------------- | -------------- | -------------- | -------------- | -------------- | -------------- | -------------- | -------------- | -------------- | -------------- | -------------- | -------------- | -------------- | -------------- |
| Джерело: Weatherbase    |                |                |                |                |                |                |                |                |                |                |                |                |                |

## Демографія
Населення за роками:

Станом на 1 січня 2023 року в муніципалітеті офіційно проживало 1709 іноземців з 74 країн, серед них 658 громадян країн Євросоюзу та 34 громадяни України.

## Сусідні муніципалітети
- Амелья
- Аркола
- Аулла
- Каррара
- Кастельнуово-Магра
- Фоздіново
- Леричі
- Ортоново
- Санто-Стефано-ді-Магра
- Веццано-Лігуре